# Аббот (лунный кратер)
Кратер Аббот (лат. Abbot) — ударный кратер в экваториальной области видимой стороны Луны. Название присвоено в честь американского астрофизика Чарлза Грили Аббота (1872—1973) и утверждено Международным астрономическим союзом в 1973 г.

## Описание кратера
Кратер находится в гористой местности между Морем Кризисов и Морем Изобилия. На востоке от кратера располагается кратер Бомбелли, на юге — борозды Аполлония.
Селенографические координаты центра кратера — 5°34′ с. ш. 54°44′ в. д. / 5,56° с. ш. 54,74° в. д., диаметр — 10,4 км, глубина 2,7 км.
Кратер имеет чашеобразную форму с гладким внутренним склоном вала. По морфологическим признакам может быть отнесён к типу ALC (по названию кратера Аль-Баттани С). Наибольшая высота вала над окружающей местностью составляет 370 м, объём кратера приблизительно 40 км³.
До 1973 года относился к сателлитам кратера Аполлоний (Аполлоний K).
Кратер Аббот включён в список кратеров с тёмными радиальными полосами на внутреннем склоне Ассоциации лунной и планетарной астрономии (ALPO).

## Сателлитные кратеры
Отсутствуют.